# Koharu Yonemoto
Koharu Yonemoto –en japonés, 米元小春, Yonemoto Koharu– (7 de diciembre de 1990) es una deportista japonesa que compite en bádminton. Ganó una medalla de bronce en el Campeonato Mundial de Bádminton de 2018, en la prueba de dobles.

## Palmarés internacional
| Campeonato Mundial | Campeonato Mundial | Campeonato Mundial | Campeonato Mundial |
| Año                | Lugar              | Medalla            | Prueba             |
| ------------------ | ------------------ | ------------------ | ------------------ |
| 2018               | Nankín (China)     | Medalla de bronce  | Dobles             |